# Marc Waldie
Marc Robert Waldie (ur. 24 sierpnia 1955 w Wichita) – amerykański siatkarz, złoty medalista igrzysk olimpijskich.

## Życiorys
Waldie grał w piłkę siatkową w zespole Uniwersytetu Stanu Ohio w latach 70.  Był w składzie reprezentacji Stanów Zjednoczonych, która zdobyła srebrny medal na mistrzostwach Ameryki Północnej, Środkowej i Karaibów 1981 w Meksyku. Wystąpił na igrzyskach olimpijskich 1984 w Los Angeles. Zagrał wówczas we wszystkich czterech meczach fazy grupowej, w meczu półfinałowym oraz w wygranym przez Amerykanów finale z Brazylijczykami.